# Liste der Kulturdenkmäler in Sassen (Eifel)
In der Liste der Kulturdenkmäler in Sassen sind alle Kulturdenkmäler der rheinland-pfälzischen Ortsgemeinde Sassen aufgeführt. Grundlage ist die Denkmalliste des Landes Rheinland-Pfalz (Stand: 17. Juli 2023).

## Einzeldenkmäler
| Bezeichnung                           | Lage                   | Baujahr         | Beschreibung                                                      | Bild                           |
| ------------------------------------- | ---------------------- | --------------- | ----------------------------------------------------------------- | ------------------------------ |
| Katholische Filialkirche St. Wendelin | Hauptstraße Lage       | 1750            | Saalbau, 1750                                                     | weitere Bilder Fotos hochladen |
| Wohnhaus                              | Hauptstraße 12 Lage    | 19. Jahrhundert | Fachwerkhaus, teilweise massiv oder verschiefert, 19. Jahrhundert | Fotos hochladen                |
| Heiligenhäuschen                      | östlich des Ortes Lage |                 | barockes Nischengehäuse, Rotsandstein, Pietà                      | BW                             |